# Al-Fahman Abyan
Der al-Fahman Abyan ist ein jemenitischer Fußballklub aus dem Gouvernement Abyan.

## Geschichte
Der Klub wurde im Jahr 1969 gegründet. In der Saison 2002/03 befindet sich der Klub dann noch in der Drittklassigkeit, spielte in der Saison 2006 aber zumindest auch einmal in der zweiten Liga. In dieser findet sich der Klub auch in der Spielzeit 2013 wieder. Zur Saison 2014/15 gelingt dann der erste Aufstieg in die höchste Spielklasse des Landes.
Aufgrund der Militärintervention im Jahr 2015, wurde diese Saison aber abgebrochen. In den folgenden Jahren gab es dann erst einmal keinen richtigen Spielbetrieb, abseits von ein paar kleineren Turnieren, mehr. Einige davon konnte der Klub auch gewinnen. Mit dem YFA Tournament 2019/20 fand dann erstmals wieder ein landesweit ausgespieltes Turnier statt. In seiner lokalen Gruppe gelang dem Klub aber nicht die Qualifikation für die Playoffs. Die Spielzeit 2021 schloss man in der Hauptrunde dann auf dem zweiten Platz ab, womit man an den Playoffs teilnahm. Hier musste der Klub sowohl im Halbfinale, wie auch später im Finale ins Elfmeterschießen, welches in beiden Fällen erfolgreich abgeschlossen wurde. Damit holte sich das Team den ersten Meistertitel der Klubgeschichte.

## Erfolge
- Yemeni League: 2021